# Насими (станция метро)
«Насими» (азерб. Nəsimi) — станция второй (Зелёной) линии Бакинского метрополитена, расположенная между станциями «Мемар Аджеми» и «Азадлыг проспекти» и названная в честь поэта Имадеддина Насими (настоящее имя Сеид Имадеддин).

## Характеристика
Станция «Насими», названная в честь сыгравшего значительную роль в развитии азербайджанской поэзии поэта Имадеддина Насими, была открыта 9 октября 2008 года.
Является станцией мелкого заложения, островного типа, глубиной 15 метров и длиной платформы 102 метра.
Строительство началось ещё в 1989 году, однако, из-за нестабильной ситуации в то время, особенно по причине распада СССР, строительство станции было заморожено в 1993 году. Однако, в 2006 году, по поручению Президента Азербайджанской Республики Ильхама Алиева работы по постройке станции были возобновлены. Является 21 станцией по счёту, и второй открывшейся после распада СССР.
Протяжённость участка «Мемар Аджеми» — «Насими» 1660 метра.
За станцией «Насими» не сооружалось оборотных тупиков или съезда, в связи с чем, до открытия следующей после «Насими» станции «Азалдыг проспекти», на участке «Мемар Аджеми» — «Насими» движение поездов осуществлялось пятивагонным поездом-челноком по 2-му (западному) пути. На «Мемар Аджеми» он попадал в промежуток между отправляющимися составами (интервал на «основной» линии 5 минут, так что времени для попадание в промежуток и осуществления посадки/высадки хватало). Периодичность движения была такова: два поезда отправляются в центр — челнок — два поезда в центр — челнок и т. д. Незадолго до пуска станции «Азадлыг проспекти» 30 декабря 2009 года, налажено привычное двухпутное движение поездов по всей линии.
Станция расположена на северной части города, выход к улице Светланы Мамедовой, 9-му и 6-му микрорайонам и парку отдыха имени Зарифы Алиевой.
При подъезде к станции в вагонах звучит фрагмент народной песни «Цветы раскрылись, началась весна».